# واندر یوهانس د هاس
واندر یوهانس د هاس (هلندی: Wander Johannes de Haas؛ زاده ۲ مارس ۱۸۷۸ درگذشته ۲۶ آوریل ۱۹۶۰) یک دانشمند اهل هلند بود.